# Ma vie (album)
Albums de MC Jean Gab'1
Du rires et des gnons
(2005)
Pour les articles homonymes, voir Ma vie (homonymie).
Ma vie est le premier album de MC Jean Gab'1 sorti le 3 juin 2003. Cet opus lance la carrière du rappeur, propulsé par le titre J't'emmerde.

## Genèse
Cet album évoque sa vie avant et après ses démêlés judiciaires et pénitentiaires, en 15 chansons, et contient sa chanson J’t’emmerde, dans laquelle il « balance » le passé de plusieurs rappeurs et d'autres groupes de rap français. Cet album autobiographique, conte tour à tour l’emprisonnement en Allemagne (« Donjon »), la vie des enfants de la DDASS (« Enfants de la DDASS »), une visite de Paris la nuit (« Mes deux amours »), sa colère contre les inégalités (« Anti »), l’endoctrinement des religions (« 33 comme l'autre »), la perte douloureuse de sa mère et d’amis proches (« À nos chers disparus »).  

## Liste des morceaux
| #  | Titre                        | Interprète(s)               | Producteur             | Sample | Durée |
| -- | ---------------------------- | --------------------------- | ---------------------- | --- | ----- |
| 1  | Intro                        | Interlude                   | DJ Ol’Tenzano          | - Diverses réactions au titre J't'emmerde | 1:54  |
| 2  | J't'emmerde                  | MC Jean Gabin               | DJ Ol’Tenzano          | - I Got the... (Blues) de Labi Siffre - The Shot de Luckey Maney | 5:20  |
| 3  | DD                           | MC Jean Gabin, Less du Neuf | DJ Ol’Tenzano          | - Apache d'Incredible Bongo Band | 4:46  |
| 4  | OCB                          | MC Jean Gabin               | DJ Ol’Tenzano          | | 4:16  |
| 5  | 33 comme l'autre             | MC Jean Gabin               | DJ Ol’Tenzano          | | 3:13  |
| 6  | Mes 2 amours                 | MC Jean Gabin               | DJ Ol’Tenzano          | - Dialogue de Jean Gabin dans Le Pacha - J'ai deux amours de Joséphine Baker - Tango Fever d'Astor Piazzolla - Welcome to Morningsidehand in Box de Fred Myrow et Malcolm Seagrave | 5:16  |
| 7  | Enfants de la D.D.A.S.S.     | MC Jean Gabin               | DJ Ol’Tenzano          | - Je pense à toi de Jean-François Michael | 5:02  |
| 8  | Donjon                       | MC Jean Gabin               | Hématome               | | 4:45  |
| 9  | À nos chers disparus         | MC Jean Gabin               | DJ Ol’Tenzano          | - Broken Wings de Mr. Mister - I Won't Hold You Back et A Thousand Years de Toto                                                                                                   | 4:32  |
| 10 | Désillusion sur l'historique | MC Jean Gabin               | Hématome               | | 3:35  |
| 11 | Anti...                      | MC Jean Gabin               | DJ Ol'Tenzano          | - Antisocial de Trust - Blind de KoЯn | 4:10  |
| 12 | Paname                       | MC Jean Gabin               | DJ Ol'Tenzano          | - Sweet Dreams de Eurythmics | 4:28  |
| 13 | Une journée sans fin         | MC Jean Gabin               | Yvan                   | - L'arlèsienne, suite n°2 de Georges Bizet - Funky Like a Train de Equals | 4:37  |
| 14 | Femmes                       | MC Jean Gabin, Cameron      | DJ Ol'Tenzano, Cameron | | 5:48  |
| 15 | Lettre à mes fleurs          | MC Jean Gabin               | DJ Ol'Tenzano          | - The Edge of Dream de Minnie Riperton | 3:33  |

## Ventes et classements
L'album atteint la 41e place des classements musicaux français. La chanson J’t’emmerde atteint la 98e place des classements français. Très sollicité par la télévision et les médias, l'album obtient une bonne promotion et s'écoule à plus de 75 000 exemplaires.

## Maxis & singles
- J't'emmerde

1. J't'emmerde
2. J't'emmerde (instrumental)
3. Mec à l'ancienne
4. Mec à l'ancienne (instrumental)

- OCB

1. OCB
2. OCB (a cappella)
3. OCB (instrumental)
4. J't'emmerde (a cappella)